# Hossam Hassan
Hossam Hassan (Helwan (Caïro), 10 augustus 1966) is een Egyptisch voormalig profvoetballer. Hij geldt als een van de beste spelers aller tijden van Egypte. Hassan was met 169 interlands (69 goals) lange tijd recordinternational van zijn land. Ahmed Hassan achterhaalde hem en speelde op 3 maart 2010 tegen Engeland zijn 173ste interland. Zijn tweelingbroer Ibrahim kwam ook jarenlang uit voor de nationale ploeg en speelde in totaal 125 interlands. Nadien werd hij trainer.

## Clubcarrière
Hassan speelde het grootste deel van zijn carrière als profvoetballer in de Egyptische competitie bij Al-Ahly (1983-1990 en 1992-1999), Al-Zamalek (2000-2004) en Al-Masry (2004-2006). Bij Al-Ahly en Al-Zamalek won Hassan de CAF Champions League in respectievelijk 1987 en 2002. Verder speelde Hassan drie seizoenen in het buitenland bij PAOK Saloniki (Griekenland, 1990-1991), Neuchâtel Xamax (Zwitserland, 1991-1992) en Al Ain FC (Verenigde Arabische Emiraten, 1999-2000).

## Interlandcarrière
Hassan debuteerde in het nationale elftal van Egypte in september 1985 tegen Noorwegen. In december 2005 keerde hij terug in de nationale ploeg na een jaar afwezigheid. In 2004 had hij gezegd nooit meer voor zijn land uit te komen toen hij wel werd opgeroepen, maar werd niet ingezet door de toenmalige bondscoach Marco Tardelli. Onder de bondscoach Hassan Shetata keerde Hassan op zijn besluit terug, waarna hij weer werd opgeroepen voor De Farao's. Hassan is op zeven Africa Cups actief geweest: 1986, 1988, 1992, 1998, 2000, 2002 en 2006. Hiermee was de Egyptenaar samen met Alain Gouaméné, voormalig doelman van Ivoorkust, enige tijd recordhouder. Tot Rigobert Song in 2010 door acht deelames dit record van de tabellen haalde. Daarnaast was Hassan erbij toen Egypte deel nam aan het WK van 1990 in Italië. De Africa Cup 2006, gehouden in Egypte, won Hassan met Egypte. In het kwartfinaleduel tegen DR Congo scoorde hij zijn enige treffer van het toernooi. Na de Africa Cup 2006 beëindigde Hassan zijn interlandcarrière.

## Trainerscarrière
Hossam Hassan werd in 2013 aangesteld als bondscoach van Jordanië na het vertrek van de Irakees Adnan Hamad. Onder zijn leiding wist Jordanië zich te plaatsen voor de play-offs van de kwalificatie voor het WK voetbal 2014 in Brazilië. Daarin moest de ploeg het opnemen tegen Uruguay, de nummer vijf van de CONMEBOL-zone. Op de afgetekende thuisnederlaag (0-5) op 13 november 2013 volgde een week later in Montevideo een 0-0 gelijkspel, waardoor de Zuid-Amerikanen zich plaatsten voor de eindronde.